# Schillerpark
Lo Schillerpark (letteralmente: «Parco Schiller») è un parco di Berlino, posto nel quartiere del Wedding.
È posto sotto tutela monumentale (Denkmalschutz).

## Storia
Il parco, nato per commemorare i 100 anni dalla scomparsa del poeta Friedrich Schiller, venne realizzato dal 1909 al 1913 su progetto del paesaggista Friedrich Bauer che aveva vinto un concorso di progettazione.
Il primo albero piantato fu una quercia proveniente da Marbach, città natale di Schiller.

## Caratteristiche
Lo Schillerpark fu il primo parco berlinese realizzato secondo la nuova concezione del Volksgarten (letteralmente: «giardino popolare») introdotta agli inizi del XX secolo, che si distanziava dal giardino ornamentale del passato per offrire svago e riposo agli abitanti della grande metropoli industriale.
Il parco ha forma rettangolare ed è diviso in due parti dalla strada denominata Barfusstraße, che per minimizzare la cesura ha un andamento sinuoso ed è schermata dalla vegetazione.
La parte sud-orientale è in gran parte occupata dalla Schülerwiese («prato degli studenti»), un grande prato ideato per il riposo e il picnic e delimitato da viali rettilinei ornati da tigli. A nord della Schülerwiese il terreno si innalza formando un bastione con muri in pietra calcarea di Rüdersdorf; al centro del bastione si erge un monumento a Schiller, copia del 1941 di quello realizzato da Reinhold Begas nel 1864 sul Gendarmenmarkt.
La parte nord-occidentale del parco è disegnata con gusto paesaggistico, e alterna aree piantumate a zone sistemate a prato.

### Fonti
- (DE) Clemens Alexander Wimmer, Parks und Gärten in Berlin und Potsdam, Berlino (Ovest), Nicolaische Verlagsbuchhandlung Berlin, 1985,  pp. 47-51, ISBN 3-87584-146-8.

### Testi di approfondimento
- (DE) Rudolf Fischer, Der Schillerpark in Berlin, in Die Gartenkunst, anno XIII, n. 2, 1911,  pp. 37-40.